# Phare de New Canal
Le phare de New Canal (en anglais : New Canal Light), est un phare situé à l'extrémité nord de New Basin Canal (en) qui s'étendait du lac Pontchartrain à la partie haute de la ville de La Nouvelle-Orléans (en Louisiane) ou au quartier "américain" qui est aujourd'hui connu comme le New Orleans Central Business District (en). Le canal a été comblé vers 1950, mais le phare est resté sur une jetée s'étendant dans le lac sur un tronçon du canal qui a été laissé en état et qui est toujours utilisé comme petit port de plaisance.
Il est inscrit au Registre national des lieux historiques depuis le 30 décembre 1985 (puis en 13 juillet 2011) sous le n° 85003186 .

## Histoire
Le phare d'origine a été construit en 1838 sur une fondation de palplanches. La tour était octogonale, construite en cyprès, haute de 8,5 m environ. La tour se détériora gravement et fut remplacée en 1855 par une habitation carrée en bois sur pilotis (de type screw-pile lighthouse) avec une lanterne en fer et une lentille de Fresnel du cinquième ordre.
En 1890, la structure fut à nouveau remplacée, la lumière étant portée à  15 m de haut. La structure de 1890 a été reconstruite en grande partie en 1901. Elle a été endommagée par des ouragans en 1903, 1915, 1926 et 1927. Elle a été déplacée à son emplacement actuel en 1910. Après les dommages de 1927, elle a été soulevée sur de nouveaux piliers en béton et en 1936, le brise-lames qui l’entourait a été comblé, mettant un soubassement en dur sous la structure pour la première fois Des années 1960 à 2001, il y avait une station USCG sur le site.
La Saison cyclonique 2005 dans l'océan Atlantique nord, avec l'ouragan Katrina puis l'ouragan Rita ont lourdement endommagé le phare. Le premier étage s'était effondré et sa coupole était tombée. En 2006, la Lake Pontchartrain Basin Foundation a signé un bail avec la Garde côtière américaine pour réparer le phare endommagé. Il a été démonté et le bâtiment a été entreposé. La reconstruction du phare a commencé en février 2012 et s'est achevée en 2013.
Il est maintenant exploité en tant que New Canal Lighthouse Museum and Education Center par la Fondation du bassin du lac Pontchartrain. Les expositions du musée incluent l'histoire du phare, l'environnement et l'écologie du bassin de Pontchartrain, une lentille de Fresnel qui aurait été dans le phare au début des années 1900, les travaux de la Fondation, ainsi que l'histoire et les loisirs de la région. Le musée et le phare sont ouverts tous les jours sauf le dimanche, toute l'année.

## Description
Le phare actuel entretenu à titre privé est une maison de gardien à deux étages en bois, sur pilotis, surmontée d'une lanterne carrée de 10 m de haut. Le bâtiment est peint en blanc avec des toits rouges.
Son feu à éclats émet, à une hauteur focale de 15 m, deux flashs blancs par période de 5 secondes. Sa portée n'est pas connue.
Il est équipé d'une cloche de brouillard émettant une sonnerie par période de 10 secondes.
Identifiant : ARLHS : USA-536 ; USCG : 4-11180 .

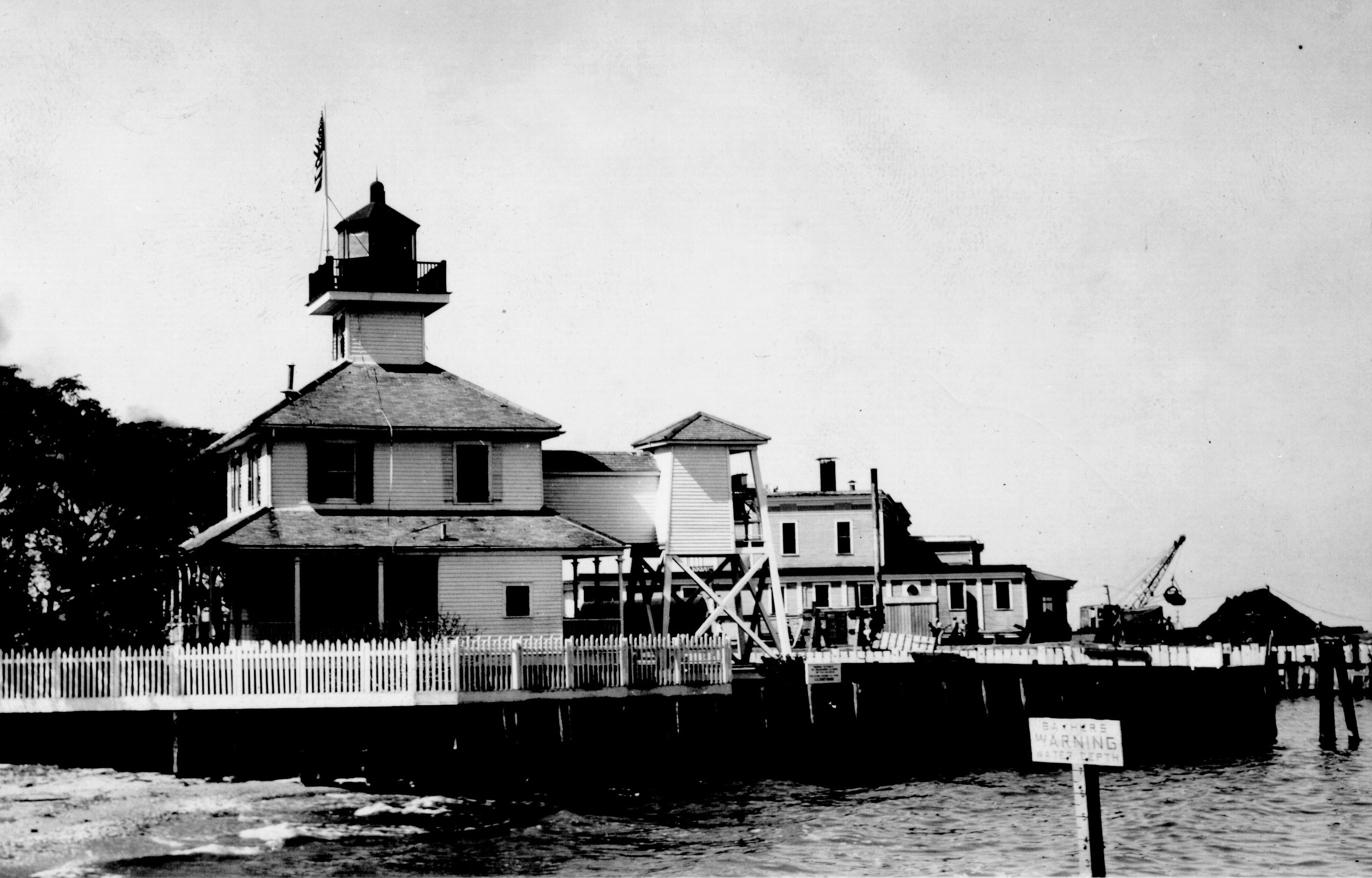
Le phare en 1890
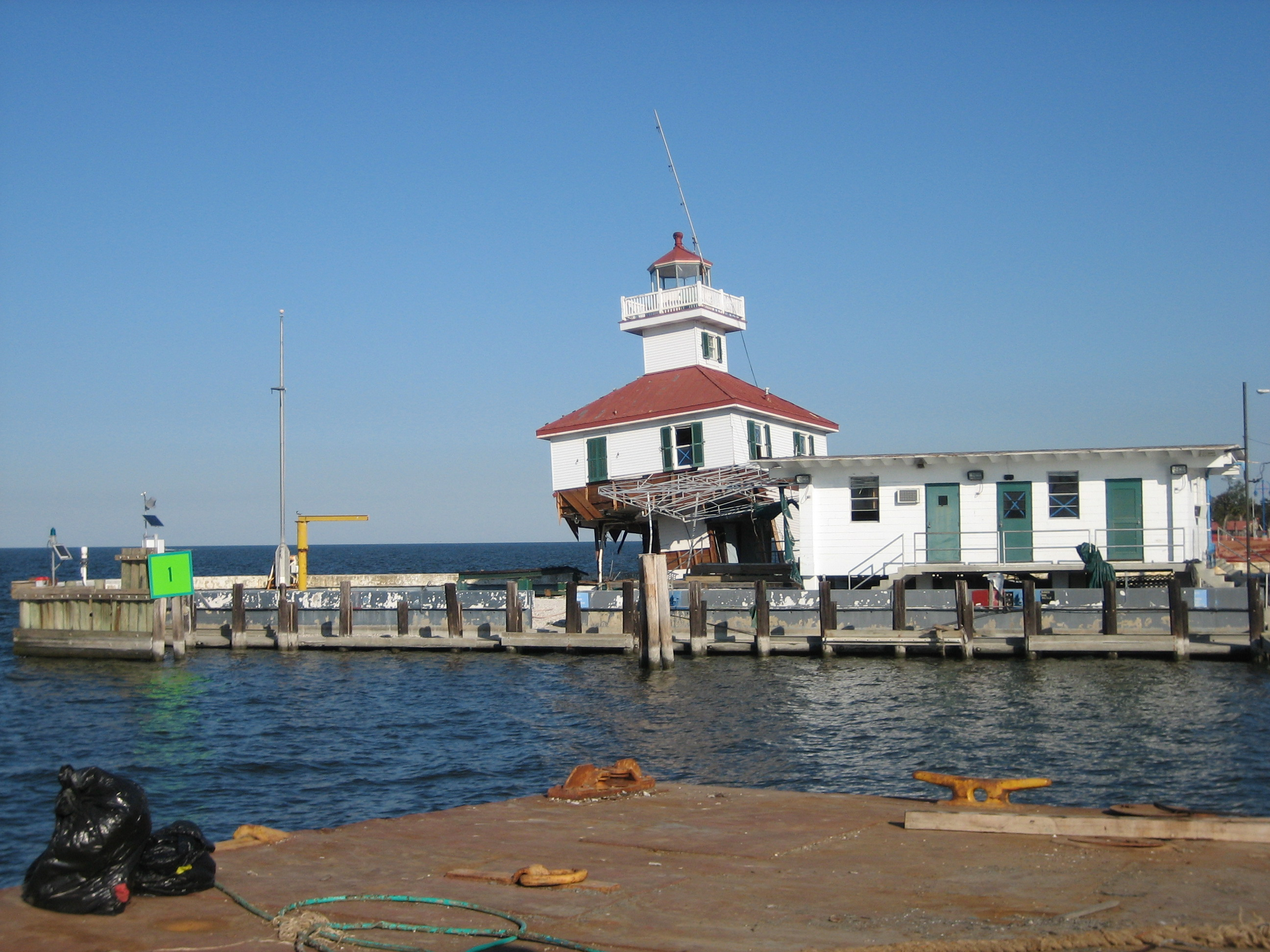
Le Phare après l'ouragan Katrina

### Lien connexe
- Liste des phares de la Louisiane